# Emilio Zurano
Emilio Ramón Zurano Muñoz (Pulpí, 11 de agosto de 1857-Torre Pacheco, 29 de enero de 1943) fue un escritor, sociólogo, abogado y publicista español.

## Biografía
Nació en Benzal, pedanía de la localidad almeriense de Pulpí. Hijo de los labradores Pedro Antonio Zurano López (1819-1909) y Beatriz María Muñoz Cano (1822-1881), en sus primeros años se dedicó al pastoreo, de ahí el sobrenombre con el que quiso ser llamado el resto de su vida, el Pastorcico de Pulpí. Fue el sexto de siete hermanos: Enrique (1843-1936), Juan Antonio (1845-1928), Damián Antonio (1847), Luisa María Raimunda (1850-1922), Pedro María (1852-1931), Francisco Javier Luis (1855-1856) y Antonio María (1859-1860). Tras enviudar de Emilia Andrés Octavio el 18 de mayo de 1909, contraería matrimonio en segundas nupcias con Josefa López Meca, veinte años menor que él y natural de El Algar, el 20 de septiembre de 1912 en Murcia. Era hija del ingeniero agrónomo Emiliano López Peñafiel (1849-1912), director de la Estación Sericícola de Murcia desde 1902 hasta 1912.

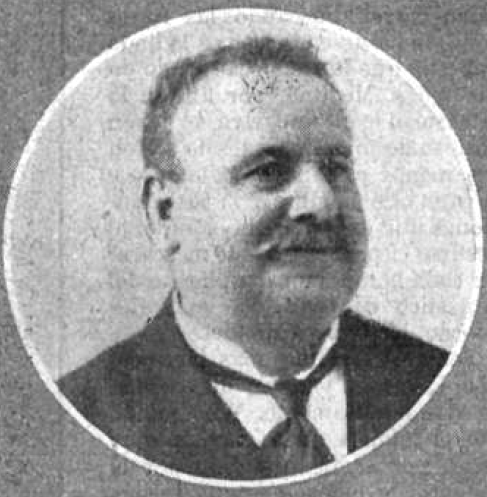
Zurano hacia 1912

Creció analfabeto, pues no pudo asistir a la escuela, pero, según cuentan, por las noches un jornalero le enseñó a leer y escribir. Se salvó de las inundaciones del 14 de octubre de 1879 y en 1880, con veinticuatro años, el director del Instituto Cardenal Cisneros de Madrid conoce sus facultades y le anima a que formarse en la capital. Diez años después, en 1890, se doctora en derecho.
Fue durante años vicepresidente y presidente del Círculo de la Unión Mercantil e Industrial de Madrid y propuesto a Cortes como diputado. Recibió la Gran Cruz de Alfonso XII. Fue consejero avisado en muchos asuntos: opinó, entre otras cosas, sobre la liberalización de la prensa. y  y, según algunas fuentes (que dicen, no obstante, que fue ingeniero de minas), en 1921 habló al propio Alfonso XIII sobre la posibilidad de aprovechar la energía de las mareas y corrientes marinas.
Defensor del acercamiento entre España e Hispanoamérica, abogó por la fundación de una suerte de confederación o liga en torno a España y a su monarca, al que consideraba el «jefe espiritual de los pueblos españoles».

## Obras

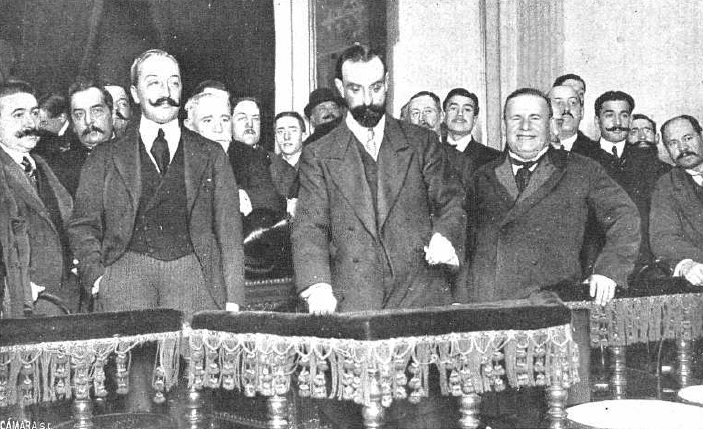
Zurano durante una conferencia que impartió Cambó en el Círculo de la Unión Mercantil, presidido por aquel.

- Higiene y educación de la voluntad. (1910)
- Consideraciones comerciales sobre España y Marruecos. (1910)
- Inquietud universal: sus causas. (1920)
- Valor y fuerza de España como potencia en el concierto internacional. (1922)
- Apuntes para la organización económica del crédito entre los pueblos íberos. (1923)
- Acuerdo anglo-ibérico-italiano visto a través del sentido común. (1924)
- Alianza hispano-americana. (1926)
- La voluntad en acción. (1927)
- El horror al campo y los errores de la ciudad. (1931)
- El abismo de esta civilización lo están abriendo los egoísmos de los de arriba y el odio desenfrenado de los de abajo. (1931)
- O una moneda permanente universal o una quiebra universal. (1935)
- España, madre de América. (1935)